# فرماندهی استقرار و توزیع سطحی نظامی
فرماندهی استقرار و توزیع سطحی نظامی (انگلیسی: Military Surface Deployment and Distribution Command) یا فرماندهی استقرار و توزیع زمینی نظامی فرماندهی بخش خدمات نیروی زمینی ایالات متحده آمریکا و شاخه‌ای از فرماندهی ترابری ایالات متحده آمریکا است، که یک سازمان تابعه فرماندهی تجهیزات نیروی زمینی محسوب می‌شود. این فرماندهی به‌عنوان رابط هماهنگ‌کننده بین الزامات ترابری زمینی وزارت دفاع و قابلیت‌های ارائه شده توسط صنعت، عمل می‌کند، همچنین با صنعت ترابری تجاری نیز همکاری می‌کند.
ریشه‌های تأسیس فرماندهی استقرار و توزیع سطحی نظامی به شکل‌گیری دفتر رئیس ترابری ارتش، که در ۳۱ ژوئیه ۱۹۴۲ تأسیس شد، بازمی‌گردد. چهارده سال بعد، وزارت دفاع یک آژانس جداگانه برای انجام وظایف مدیریت ترافیک تأسیس کرد. در ۱ مه ۱۹۵۶، مأموریت اصلی این سازمان زمانی آغاز شد که وزیر دفاع، وزیر نیروی زمینی را به‌عنوان مدیر واحد ترافیک نظامی در ایالات متحده تعیین کرد. فرم کنونی فرماندهی استقرار و توزیع سطحی نظامی در سال ۱۹۶۵ تشکیل شد. ستاد فرماندهی استقرار و توزیع سطحی نظامی در پایگاه نیروی هوایی اسکات، ایلینوی قرار دارد.